# Янутов, Александр Павлович
Алекса́ндр Па́влович Я́нутов (род. 19 июня 1983 года, Томск) — российский волейболист, либеро красноярского «Енисея». Серебряный призёр Мировой лиги 2010 года в составе сборной России (играл только на предварительном этапе). Мастер спорта России международного класса.

## Биография
Родился в Томске, где жили его родители Ольга и Павел — на тот момент студенты Томского государственного университета. После окончания учёбы они вернулись на родину в город Киселёвск Кемеровской области. Там же Александр начинал заниматься волейболом у своей матери, также тренировался у Виктора Верещагина. Играл за местные команды в чемпионатах Киселёвска и Кемеровской области. Параллельно занимался боксом, футболом и баскетболом.

## Профессиональная карьера
В 1999 году переехал в Нижневартовск и поступил в спортшколу «Югры-Самотлора». В этой же команде начал профессиональную карьеру. Первоначально играл на позиции доигровщика, однако на одном из турниров в Сербии повредил коленный хрящ и после восстановления был вынужден перейти в либеро.
Играл в «Газпром-Югре», краснодарском «Динамо», нижегородской «Губернии» и новосибирском «Локомотиве». С «Губернией» становился финалистом Кубка ЕКВ.
Вызывался в основную сборную России для подготовки к Олимпийским играм 2008 года. Играл в Мировой лиге, в 2010 году стал серебряным призёром турнира, хотя выступал только на предварительном этапе. В 2015 году провёл 10 матчей в основном этапе Мировой лиги. Всего за основную сборную России провёл 24 матча.
С 2016 года — игрок «Енисея».

## Личная жизнь
Женат, вместе с супругой Татьяной воспитывает трёх дочерей.
Имеет прозвище «Падре», которое он получил за любовь к золотым цепям.